# This Ain’t Fallout XXX
This Ain’t Fallout XXX ist eine Porno-Parodie aus dem Jahr 2016 über die Fallout-Spieleserie.

## Handlung
Wie in der Fallout-Reihe spielt der Film in einer post-apokalyptischen Welt, in welcher sich die Menschen in Vaults versteckt haben. Doch statt gegen die feindlichen Raider mit Waffen zu kämpfen, werden die Konflikte im Film mit Geschlechtsverkehr geregelt.

## Produktion und Veröffentlichung
Produziert und vermarktet wurde der Film von Hustler Video. Regie und das Drehbuch übernahm Andre Madness. Erstmals wurde der Film am 7. Juni 2016 in den Vereinigten Staaten veröffentlicht.

## Nominierungen
AVN Awards 2017 für:
- Best Supporting Actor, Dick Chibbles
- Best Actor, Tyler Nixon
- Best Art Direction
- Best Makeup
- Best Parody
- Best Director: Parody, Andre Madness
- Best Special Effects
- Best Soundtrack